# Habrotrocha microcephala
Habrotrocha microcephala är en hjuldjursart som först beskrevs av Murray 1906.  Habrotrocha microcephala ingår i släktet Habrotrocha och familjen Habrotrochidae. Inga underarter finns listade i Catalogue of Life.